# وی‌/اچ/اس/85
وی / اچ / اس / ۸۵ (انگلیسی: V/H/S/85) یک فیلم آنتولوژی ترسناک آمریکایی محصول ۲۰۲۳ و ششمین قسمت از مجموعه V/H/S است. این فیلم بخش‌هایی از دیوید بروکنر، اسکات دریکسون، جیجی سائول گوئررو، ناتاشا کرمانی و مایک پی نلسون را به نمایش می‌گذارد.
این فیلم پس از اکران جهانی خود در جشنواره فانتستیک در سپتامبر ۲۰۲۳ با بازخوردهای مثبتی روبرو شد.